# Zelinja Gornja (Federacja Bośni i Hercegowiny)
Zelinja Gornja – wieś w Bośni i Hercegowinie, w Federacji Bośni i Hercegowiny, w kantonie tuzlańskim, w mieście Gradačac. W 2013 roku pozostawała niezamieszkana.